# Saison 2010-2011 du Heat de Miami
La saison 2010-2011 du Heat de Miami est la 23e saison au sein de la National Basketball Association (NBA). Il s'agit de la première saison du Heat avec le Big Three de Dwyane Wade, LeBron James, et Chris Bosh.
Lors de la saison régulière, le Heat a terminé 1er dans la division Sud-Est avec un bilan de 58-24, et a participé aux playoffs pour la troisième année consécutive en tant que 2e de la Conférence Est, derrière les Bulls de Chicago.
Avec l’acquisition des agents libres, LeBron James et Chris Bosh durant l'intersaison, le Heat a commencé la saison avec des attentes élevées. Cependant, ils ont perdu contre les Mavericks de Dallas en 6 matchs dans les Finales NBA 2011, dans une revanche des Finales NBA 2006, dans lesquelles le Heat a gagné en 6 matchs, ainsi que leur premier titre.
Pat Riley a été nommé exécutif de l’année en NBA. Dwyane Wade, LeBron James et Chris Bosh ont tous les trois été sélectionnés pour le NBA All-Star Game 2011.
Dans les playoffs, Miami a défait les 76ers de Philadelphie au premier tour, puis les Celtics de Boston en demi-finale de conférence, et les Bulls de Chicago en finale de conférence, tous en 5 matchs. Cependant, ils ont perdu contre les Mavericks de Dallas en Finales NBA en 6 matchs.

## Draft
| Tour | Choix | Joueur             | Poste | Nationalité | Provenance                |
| ---- | ----- | ------------------ | ----- | ----------- | ------------------------- |
| 2    | 32    | Dexter Pittman     | C     | États-Unis  | Texas                     |
| 2    | 41    | Jarvis Varnado     | PF    | États-Unis  | Mississippi State         |
| 2    | 42    | Da'Sean Butler     | SF    | États-Unis  | West Virginia             |
| 2    | 48    | Latavious Williams | SF/PF | États-Unis  | 66ers de Tulsa (D League) |

## Classements de la saison régulière
| Conférence Est | Conférence Est         | Conférence Est | Conférence Est | Conférence Est | Conférence Est |  |
| No             | Franchise              | Vic.           | Def.           | % V/D          | RV             |  |
| -------------- | ---------------------- | -------------- | -------------- | -------------- | -------------- |  |
| 1              | Bulls de Chicago       | 62             | 20             | 75,6 %         | -              |  |
| 2              | Heat de Miami          | 58             | 24             | 70,7 %         | 04.0           |  |
| 3              | Celtics de Boston      | 56             | 26             | 68,3 %         | 06.0           |  |
| 4              | Magic d'Orlando        | 52             | 30             | 63,4 %         | 10.0           |  |
| 5              | Hawks d'Atlanta        | 44             | 38             | 53,7 %         | 18.0           |  |
| 6              | Knicks de New York     | 42             | 40             | 51,2 %         | 20.0           |  |
| 7              | 76ers de Philadelphie  | 41             | 41             | 50,0 %         | 21.0           |  |
| 8              | Pacers de l'Indiana    | 37             | 45             | 45,1 %         | 25.0           |  |
|                |                        |                |                |                |                |  |
| 9              | Bucks de Milwaukee     | 35             | 47             | 42,7 %         | 27.0           |  |
| 10             | Bobcats de Charlotte   | 34             | 48             | 41,5 %         | 28.0           |  |
| 11             | Pistons de Détroit     | 30             | 52             | 36,6 %         | 32.0           |  |
| 12             | Nets du New Jersey     | 24             | 58             | 29,3 %         | 38.0           |  |
| 13             | Wizards de Washington  | 23             | 59             | 28,0 %         | 39.0           |  |
| 14             | Raptors de Toronto     | 22             | 60             | 26,8 %         | 40.0           |  |
| 15             | Cavaliers de Cleveland | 19             | 63             | 23,2 %         | 43.0           |  |

| Division Sud-Est      | V  | D  | PCT    | GB   | Dom   | Ext   | Div  | Conf  |
| --------------------- | -- | -- | ------ | ---- | ----- | ----- | ---- | ----- |
| (2) Heat de Miami     | 58 | 24 | 70,7 % | -    | 30-11 | 28-13 | 13-3 | 38-14 |
| (4) Magic d'Orlando   | 52 | 30 | 63,4 % | 06.0 | 29-12 | 23-18 | 11-5 | 36-16 |
| (5) Hawks d'Atlanta   | 44 | 38 | 41,5 % | 14.0 | 24-17 | 20-21 | 9-7  | 31-21 |
| Bobcats de Charlotte  | 34 | 48 | 41,5 % | 24.0 | 21-20 | 13-28 | 4-12 | 22-30 |
| Wizards de Washington | 23 | 59 | 28,0 % | 35.0 | 20-21 | 3-38  | 3-13 | 16-36 |

## Effectif
| Effectif du Heat de Miami 2010-2011 |
| --- |
| 0 Mike Bibby • 1 Chris Bosh • 3 Dwyane Wade (C) • 5 Juwan Howard • 6 LeBron James • 11 Žydrūnas Ilgauskas • 13 Mike Miller • 15 Mario Chalmers • 21 Jamaal Magloire • 22 James Jones • 25 Erick Dampier • 40 Udonis Haslem (C) • 45 Dexter Pittman • 50 Joel Anthony • 55 Eddie House Entraîneur : Erik Spoelstra |

## Statistiques

### Saison régulière
| Joueur             | Matchs | Titul. | Min./m | % Tir | % 3pts | % LF | Rbds/m. | Pass/m. | Int/m. | Ctr/m. | Pts/m. |
| ------------------ | ------ | ------ | ------ | ----- | ------ | ---- | ------- | ------- | ------ | ------ | ------ |
| Joel Anthony       | 75     | 11     | 19.5   | .535  | .000   | .644 | 3.5     | 0.3     | 0.13   | 1.24   | 2.0    |
| Carlos Arroyo      | 49     | 42     | 20.3   | .458  | .438   | .800 | 1.6     | 2.0     | 0.29   | 0.02   | 5.6    |
| Mike Bibby         | 22     | 12     | 26.5   | .437  | .455   | .625 | 2.2     | 2.5     | 0.50   | 0.14   | 7.6    |
| Chris Bosh         | 77     | 77     | 36.3   | .496  | .240   | .815 | 8.3     | 1.9     | 0.77   | 0.64   | 18.7   |
| Mario Chalmers     | 70     | 28     | 22.6   | .399  | .359   | .871 | 2.1     | 2.5     | 1.09   | 0.10   | 6.4    |
| Erick Dampier      | 51     | 22     | 16.0   | .584  | .000   | .545 | 3.5     | 0.4     | 0.27   | 0.92   | 2.5    |
| Udonis Haslem      | 13     | 0      | 26.5   | .512  | .000   | .800 | 8.2     | 0.5     | 0.54   | 0.23   | 8.0    |
| Eddie House        | 56     | 1      | 17.5   | .399  | .389   | .950 | 1.6     | 1.1     | 0.57   | 0.05   | 6.5    |
| Juwan Howard       | 57     | 0      | 10.4   | .440  | .000   | .829 | 2.1     | 0.4     | 0.18   | 0.07   | 2.4    |
| Žydrūnas Ilgauskas | 72     | 51     | 15.9   | .508  | .000   | .783 | 4.0     | 0.4     | 0.32   | 0.81   | 5.0    |
| LeBron James       | 79     | 79     | 38.8   | .510  | .330   | .759 | 7.5     | 7.0     | 1.57   | 0.63   | 26.7   |
| James Jones        | 81     | 8      | 19.1   | .422  | .429   | .833 | 2.0     | 0.5     | 0.36   | 0.23   | 5.9    |
| Jamaal Magloire    | 18     | 0      | 8.8    | .591  | .000   | .500 | 3.4     | 0.2     | 0.22   | 0.11   | 1.9    |
| Mike Miller        | 41     | 2      | 20.4   | .401  | .364   | .676 | 4.5     | 1.2     | 0.49   | 0.05   | 5.6    |
| Dexter Pittman     | 2      | 0      | 5.5    | .333  | .000   | .000 | 1.5     | 0.0     | 0.00   | 0.00   | 1.0    |
| Jerry Stackhouse   | 7      | 1      | 7.1    | .250  | .250   | .714 | 1.0     | 0.4     | 0.00   | 0.29   | 1.7    |
| Dwyane Wade        | 76     | 76     | 37.1   | .500  | .306   | .758 | 6.4     | 4.6     | 1.46   | 1.14   | 25.5   |

 Leader de l'équipe

### Playoffs
| Joueur             | Matchs | Titul. | Min./m | % Tir | % 3pts | % LF  | Rbds/m. | Pass/m. | Int/m. | Ctr/m. | Pts/m. |
| ------------------ | ------ | ------ | ------ | ----- | ------ | ----- | ------- | ------- | ------ | ------ | ------ |
| Joel Anthony       | 21     | 13     | 27.4   | .367  | .000   | .710  | 4.6     | 0.5     | 0.38   | 1.81   | 2.8    |
| Mike Bibby         | 20     | 20     | 20.8   | .281  | .258   | .500  | 1.8     | 1.2     | 0.55   | 0.30   | 3.7    |
| Chris Bosh         | 21     | 21     | 39.7   | .474  | .000   | .814  | 8.5     | 1.1     | 0.71   | 0.90   | 18.6   |
| Mario Chalmers     | 21     | 1      | 24.3   | .435  | .381   | .719  | 1.9     | 2.1     | 1.24   | 0.05   | 7.8    |
| Erick Dampier      | 0      | 0      | 0.0    | .000  | .000   | .000  | 0.0     | 0.0     | 0.00   | 0.00   | 0.0    |
| Udonis Haslem      | 12     | 0      | 24.2   | .397  | .000   | .900  | 4.5     | 0.8     | 0.50   | 0.33   | 5.3    |
| Eddie House        | 7      | 0      | 6.9    | .235  | .300   | .000  | 0.7     | 0.1     | 0.57   | 0.00   | 1.6    |
| Juwan Howard       | 11     | 0      | 5.5    | .444  | .000   | .692  | 0.9     | 0.1     | 0.00   | 0.00   | 1.5    |
| Žydrūnas Ilgauskas | 9      | 8      | 11.6   | .467  | .000   | .667  | 3.6     | 0.3     | 0.00   | 0.33   | 3.6    |
| LeBron James       | 21     | 21     | 43.9   | .466  | .353   | .763  | 8.4     | 5.9     | 1.67   | 1.19   | 23.7   |
| James Jones        | 12     | 0      | 22.7   | .471  | .459   | 1.000 | 2.5     | 0.2     | 0.50   | 0.17   | 6.5    |
| Jamaal Magloire    | 3      | 0      | 6.0    | .400  | .000   | .000  | 1.7     | 0.7     | 0.33   | 0.00   | 1.3    |
| Mike Miller        | 18     | 0      | 11.9   | .340  | .297   | .000  | 2.7     | 0.7     | 0.39   | 0.06   | 2.6    |
| Dexter Pittman     | 0      | 0      | 0.0    | .000  | .000   | .000  | 0.0     | 0.0     | 0.00   | 0.00   | 0.0    |
| Dwyane Wade        | 21     | 21     | 39.4   | .485  | .269   | .777  | 7.1     | 4.4     | 1.62   | 1.33   | 24.5   |

 Leader de l'équipe

## Transactions

### Échanges
| 23 juin    | Vers le Thunder d'Oklahoma City - Daequan Cook Eric Bledsoe                                                                                  | Vers le Heat de Miami - Dexter Pittman                                                              |
| 24 juin    | Vers le Thunder d'Oklahoma City - Latavious Williams                                                                                         | Vers le Heat de Miami - Futur second tour de draft Compensation financière                          |
| 9 juillet  | Vers les Cavaliers de Cleveland - Premier tour de draft 2013 Premier tour de draft 2015 Second tour de draft 2012 Futur second tour de draft | Vers le Heat de Miami - LeBron James (sign and trade)                                               |
| 9 juillet  | Vers les Raptors de Toronto - Deux premier tours de draft 2011                                                                               | Vers le Heat de Miami - Chris Bosh (sign and trade)                                                 |
| 12 juillet | Vers les Timberwolves du Minnesota - Michael Beasley                                                                                         | Vers le Heat de Miami - Second tour de draft 2011 Second tour de draft 2014 Compensation financière |

### Agents libres

#### Arrivées
| Joueur             | Date de signature                  | Ancienne équipe           |
| ------------------ | ---------------------------------- | ------------------------- |
| Dwyane Wade        | Contrat de 107 500 000 $ sur 6 ans | Heat de Miami             |
| Chris Bosh         | Contrat de 110 100 000 $ sur 6 ans | Raptors de Toronto        |
| LeBron James       | Contrat de 110 100 000 $ sur 6 ans | Cavaliers de Cleveland    |
| Udonis Haslem      | Contrat de 20 000 000 $ sur 5 ans  | Heat de Miami             |
| Mike Miller        | Contrat de 25 000 000 $ sur 5 ans  | Wizards de Washington     |
| Joel Anthony       | Contrat de 18 000 000 $ sur 5 ans  | Heat de Miami             |
| Žydrūnas Ilgauskas | Contrat de 2 800 000 $ sur 2 ans   | Cavaliers de Cleveland    |
| Juwan Howard       | Contrat de 1 350 000 $ sur 1 an    | Trail Blazers de Portland |
| James Jones        | Contrat de 1 100 000 $ sur 1 an    | Heat de Miami             |
| Carlos Arroyo      | Contrat de 1 230 000 $ sur 1 an    | Heat de Miami             |
| Jamaal Magloire    | Contrat de 1 230 000 $ sur 1 an    | Miami Heat                |
| Shavlik Randolph   | Contrat de 250 000 $ sur 1 an      | Heat de Miami             |
| Jerry Stackhouse   | Contrat de 210 339 $ sur 1 an      | Bucks de Milwaukee        |
| Erick Dampier      | Contrat de 1 140 000 $ sur 1 an    | Bobcats de Charlotte      |
| Mike Bibby         | Contrat de 450 727 $ sur 1 an      | Wizards de Washington     |

#### Départs
| Joueur             | Raison du départ | Nouvelle équipe          |
| ------------------ | ---------------- | ------------------------ |
| Dorell Wright      | Agent libre      | Warriors de Golden State |
| Quentin Richardson | Agent libre      | Magic d'Orlando          |
| Jermaine O'Neal    | Agent libre      | Celtics de Boston        |
| Shavlik Randolph   | Libéré           |                          |
| Jerry Stackhouse   | Libéré           |                          |
| Carlos Arroyo      | Libéré           | Celtics de Boston        |